# Cantone di Saint-Étienne-du-Rouvray
Il Cantone di Saint-Étienne-du-Rouvray è una divisione amministrativa dell'arrondissement di Rouen.
A seguito della riforma complessiva dei cantoni del 2014 è stato ridisegnato.

## Composizione
Prima della riforma del 2014 comprendeva i comuni di:
- Saint-Étienne-du-Rouvray
- Oissel.

Dal 2015 comprende parte del comune di Saint-Étienne-du-Rouvray e il comune di Oissel.